# Ural (entreprise)
Pour les articles homonymes, voir Oural (homonymie).
Ural (en russe : Урал) est un constructeur de motos soviétique, russe puis kazakh.

## Historique

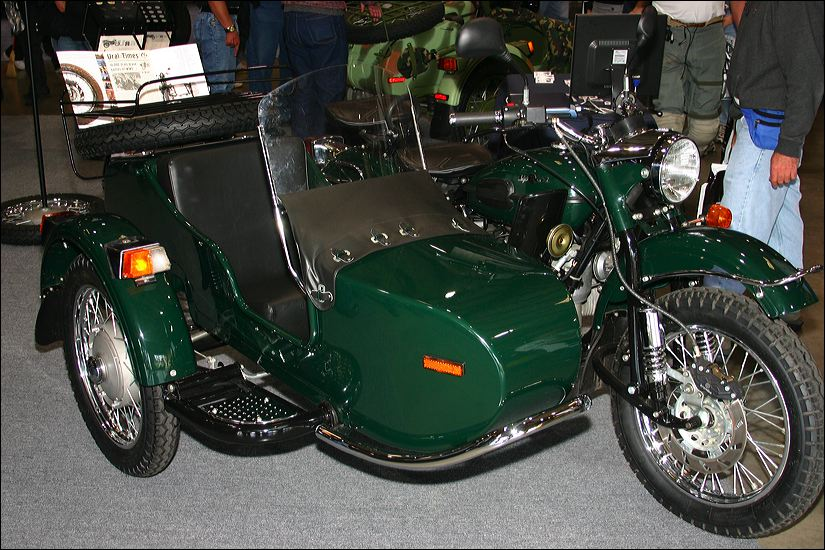
Side-car Oural

Au début de la Seconde Guerre mondiale, l'Armée rouge utilise encore des chevaux. Elle doit donc se moderniser.
L'origine des premières motos russes est sujette à controverse. La première version serait que les ingénieurs russes auraient acheté discrètement, via des intermédiaires scandinaves, des BMW R 71 attelées, dans le but de les démonter et d'en faire des copies. Une version plus récente et moins glorieuse affirme que l'Allemagne aurait fourni les plans, l'outillage et les procédés de fabrication de la R71 à l'Union soviétique, contre l'approvisionnement en matières premières, dans le cadre du pacte germano-soviétique. Selon une troisième version, il s'agirait de prises de guerre effectuées derrière les lignes ennemies. Dans tous les cas, le choix de la R71 n'est pas très judicieux, car sa remplaçante est déjà en cours d'étude en Allemagne et sa technologie est dépassée. Ce fut le dernier modèle BMW à soupapes latérales. La Wehrmacht elle-même ne l'utilisa jamais officiellement.
Le modèle produit reçoit la dénomination M72 (pour Mototsikletny 72) et sort des chaînes de deux sites : Moscou et Leningrad.
En 1941, après l'invasion du territoire soviétique par l'armée allemande, les usines sont transférées vers l'est, hors d'atteinte des attaques allemandes. L'usine de Leningrad est déménagée à Gorki, tandis que celle de Moscou s'installe à Irbit, au cœur de l'Oural. Le nom de l'usine est Irbitski Mototsikletny Zavod (usine de motocycles d'Irbit) ou IMZ. Les motos produites sont de marque « Oural » (ou Ural).
En raison d'un important retard dans la production, des usines situées à Kiev et à Kharkov, en Ukraine, produisirent également des M72. Les États-Unis auraient par la suite fourni des machines-outils pour produire la M72, comme aide à un allié. Certaines de ces machines seraient toujours utilisées.
Après la guerre, la production continue pour fournir l'Armée rouge et le marché civil. En 1957, l'usine de Kiev est dédiée aux modèles militaires, les motos Oural qui en sortirent arboraient le logo « Dniepr ». Les modèles civils étaient fabriqués par l'usine d'Irbit, tandis que la production fut arrêtée à Gorki et les machines vendues à la Chine pour produire la Chang-Jiang.
Ces motos ont été largement exportées dans les "pays frères" de l'Union Soviétique, notamment à Cuba où des ensembles moto+ sidecar Oural étaient utilisées par les administrations et la radiodiffusion nationale.
D'autres ont été utilisées à des fins civiles : On voit le musicien américain Ry Cooder chevaucher un attelage moto et sidecar Oural pour se rendre à des jam sessions avec les musiciens cubains dans le célèbre film Buena Vista Social Club de Wim Wenders .
En 2022, dans le cadre de l'Invasion de l'Ukraine par la Russie, du fait des sanctions contre la Russie, Ural abandonne son usine historique d'Irbit pour délocaliser sa production au Kazakhstan, à Petropavl.

## Galerie d'images

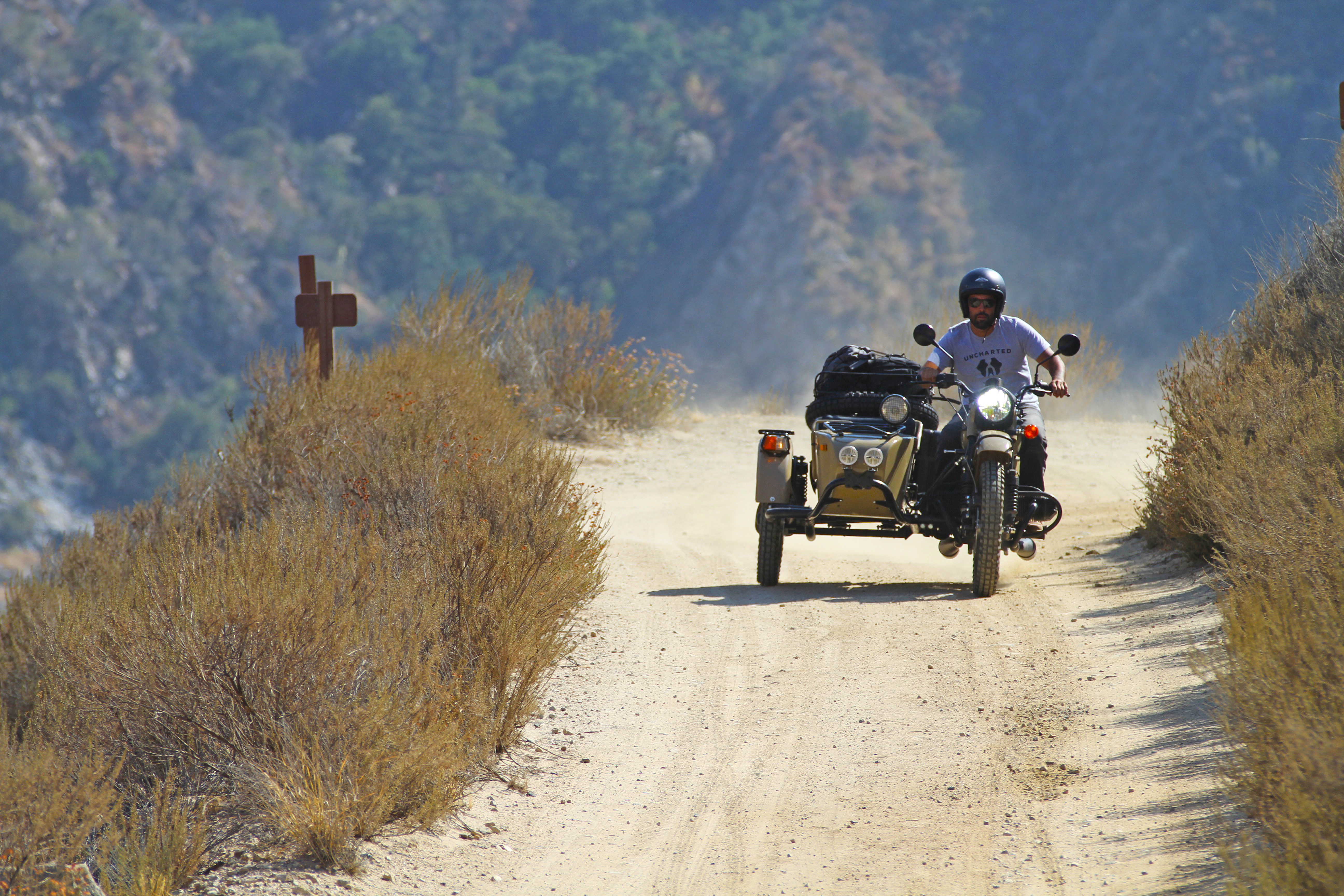
Ural Gear Up Sahara
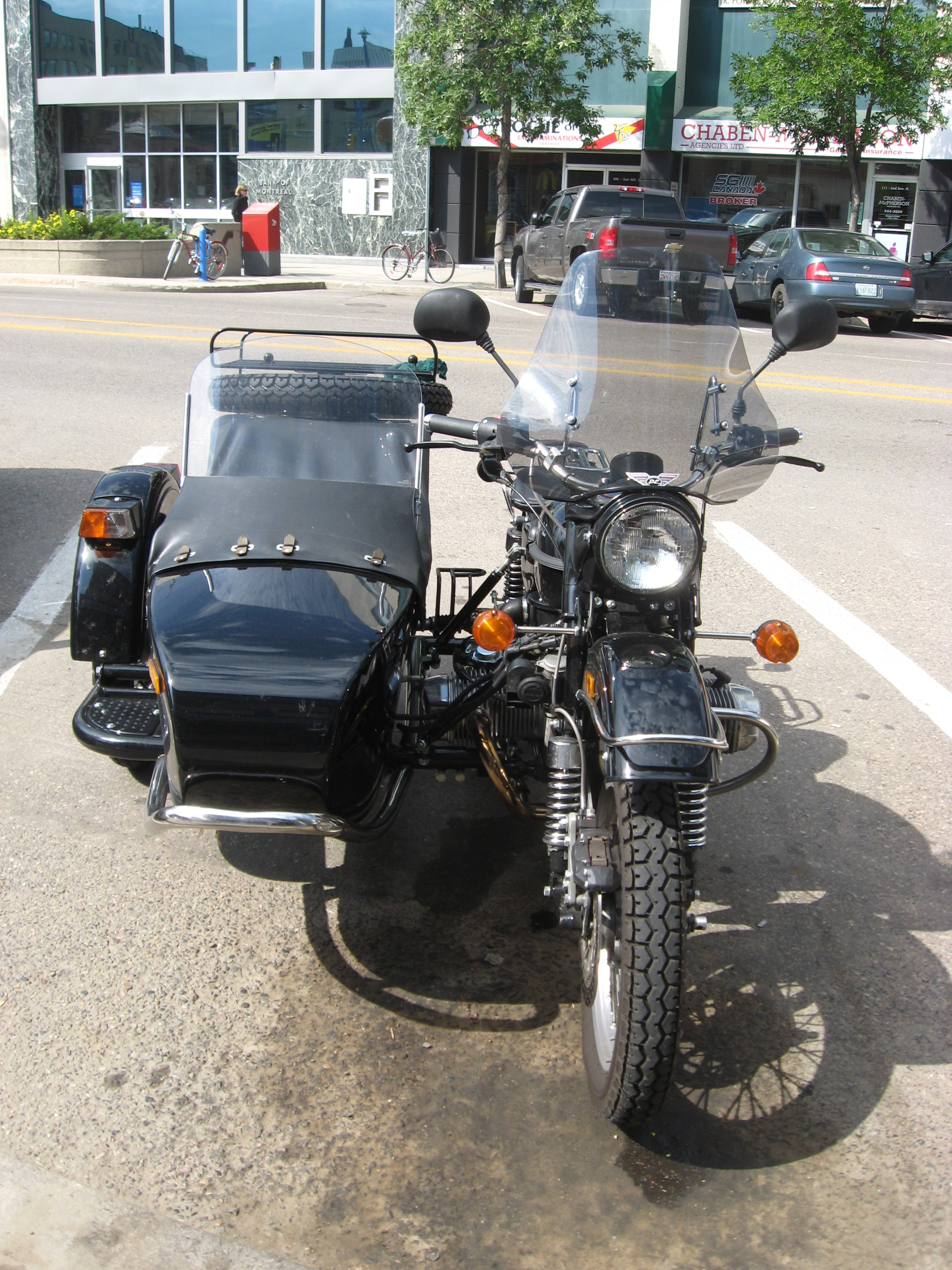
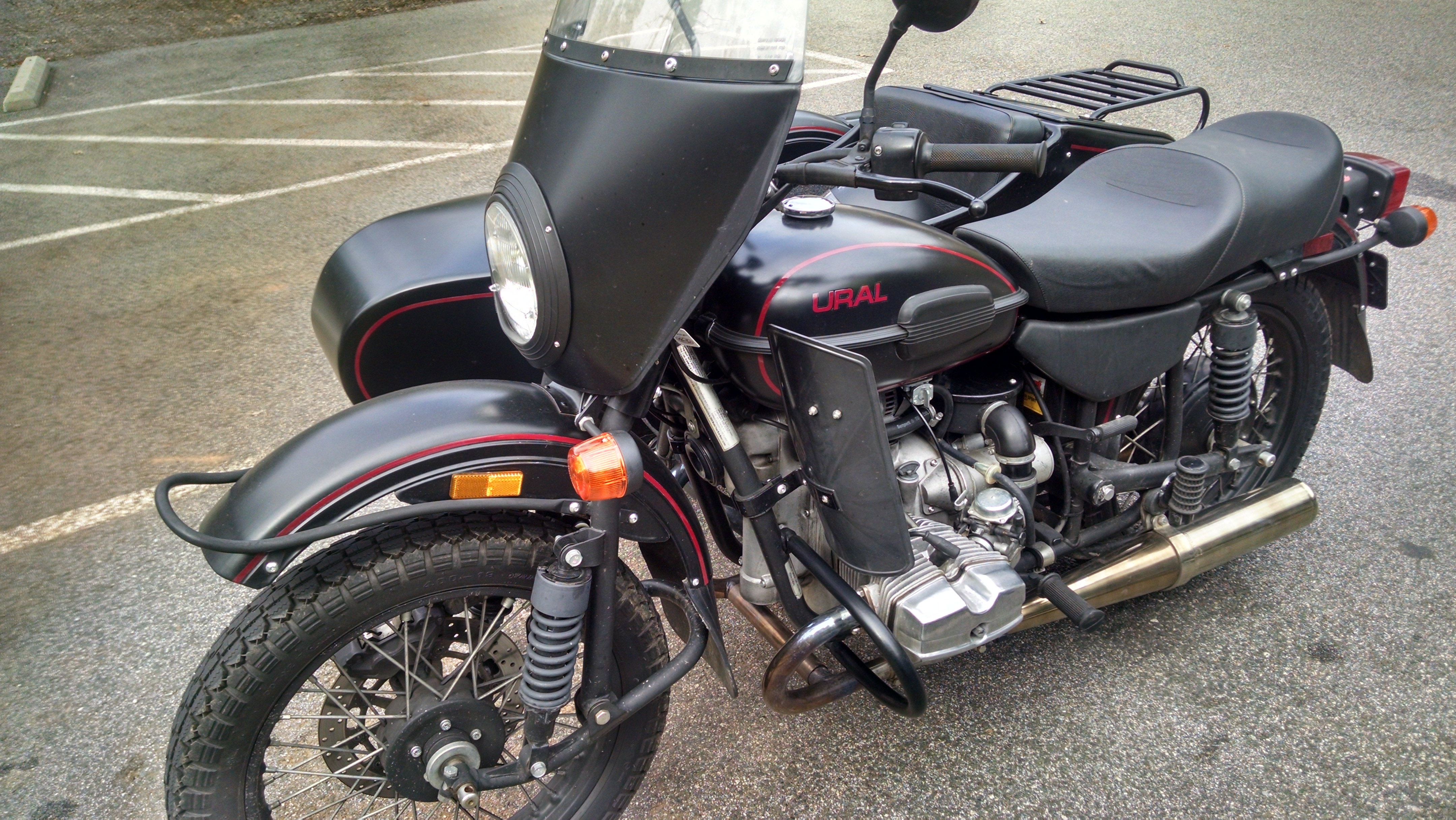
Side-car
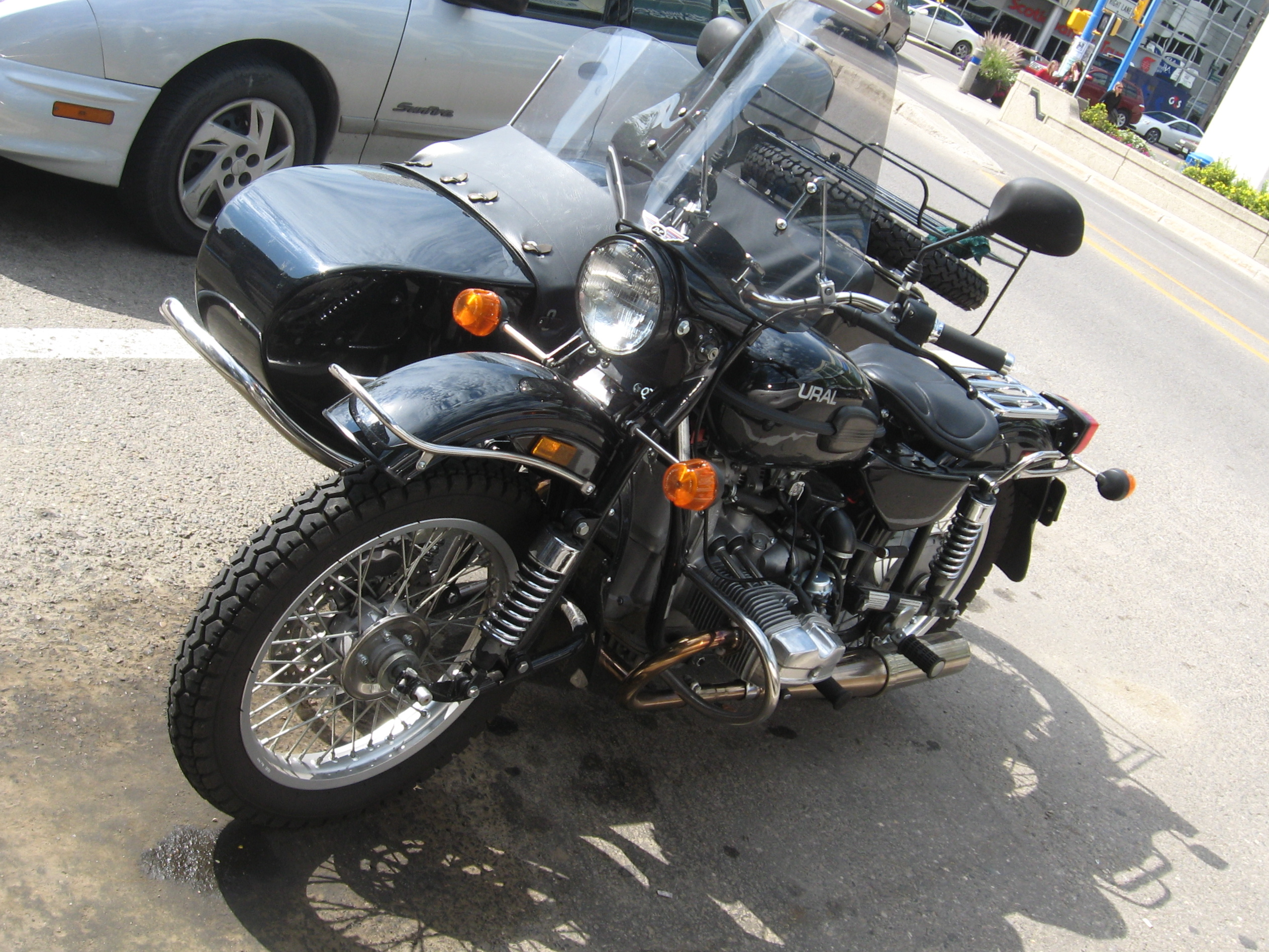
Side-car
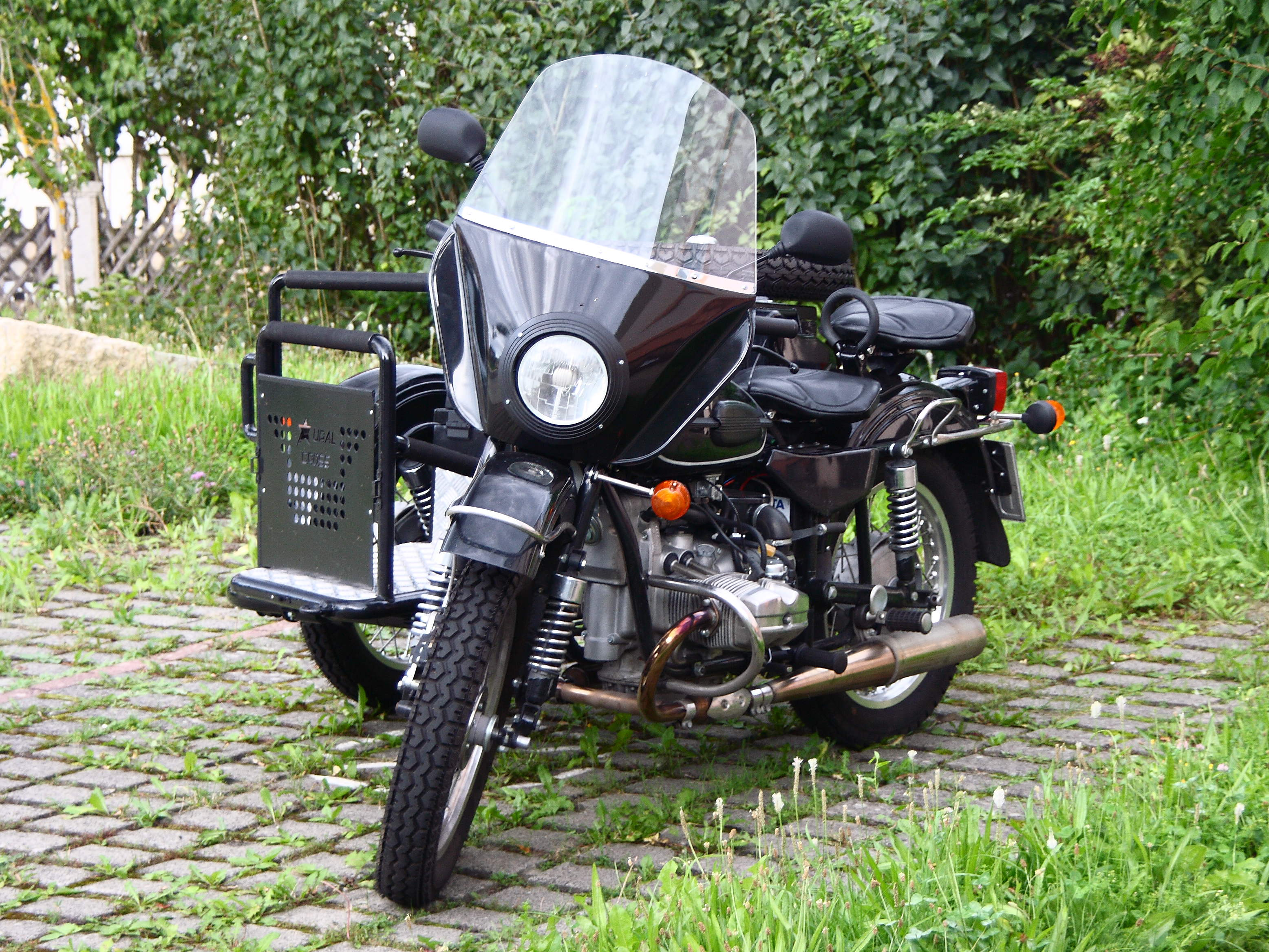
Ural cross-tourist
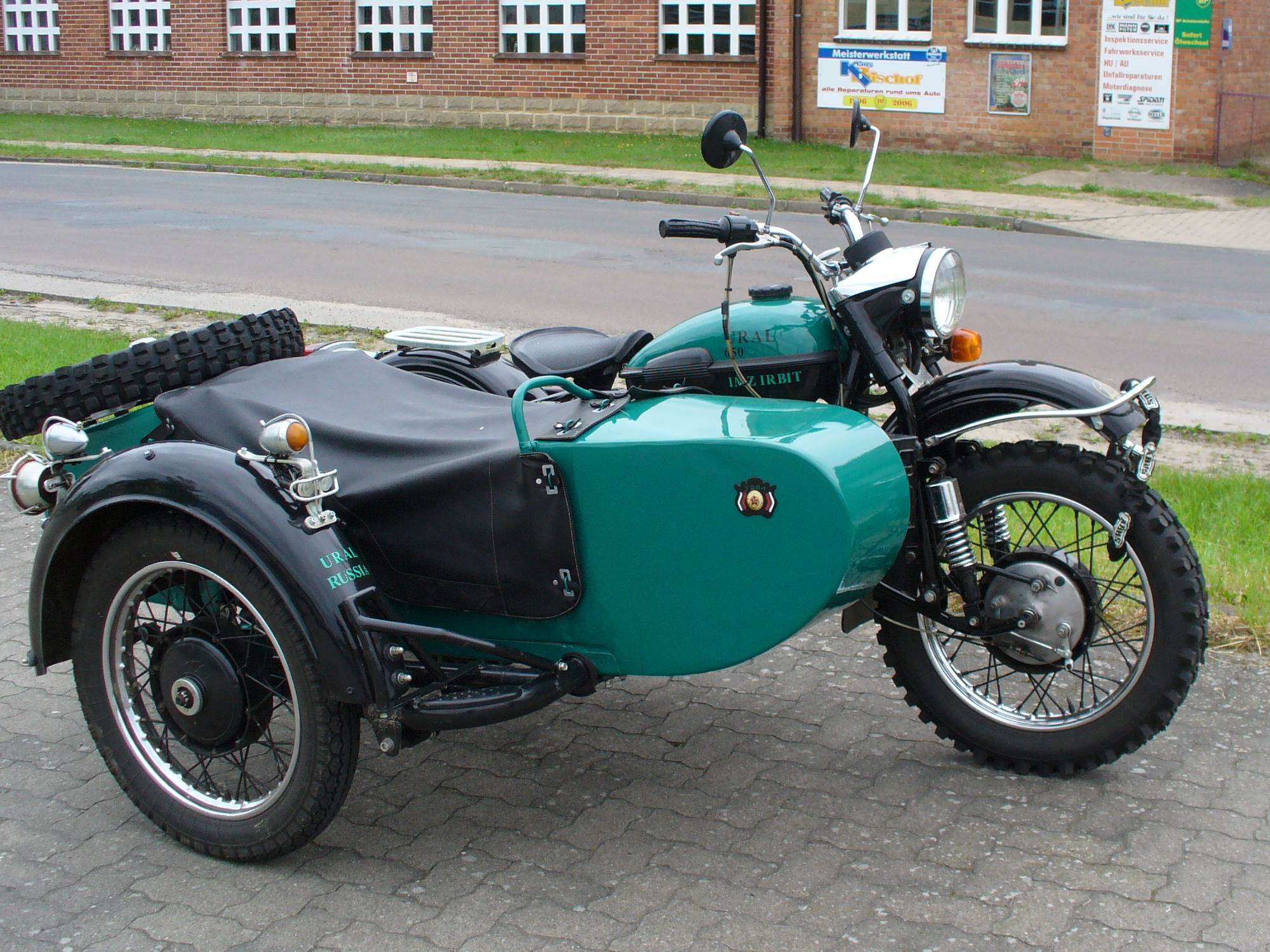
IMZ 8.103-40
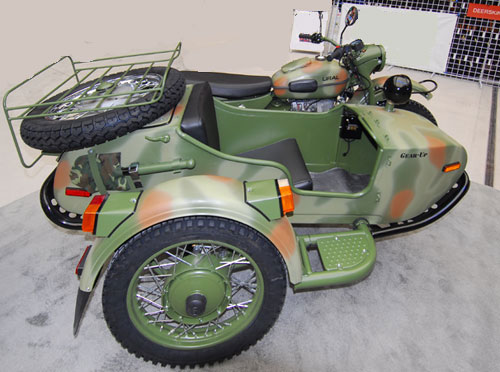
Ural Patrol
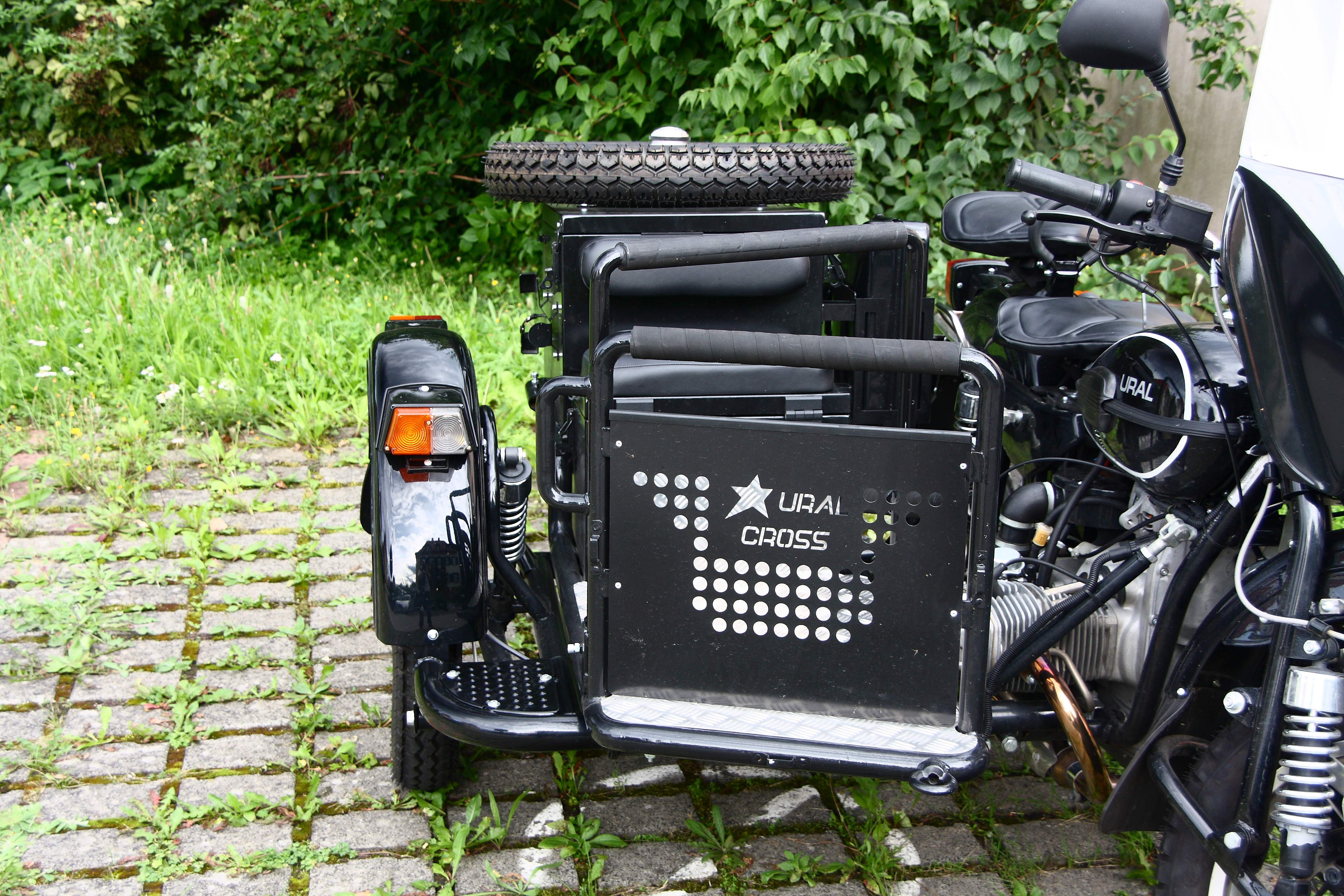
Ural Cross Tourist, 2010
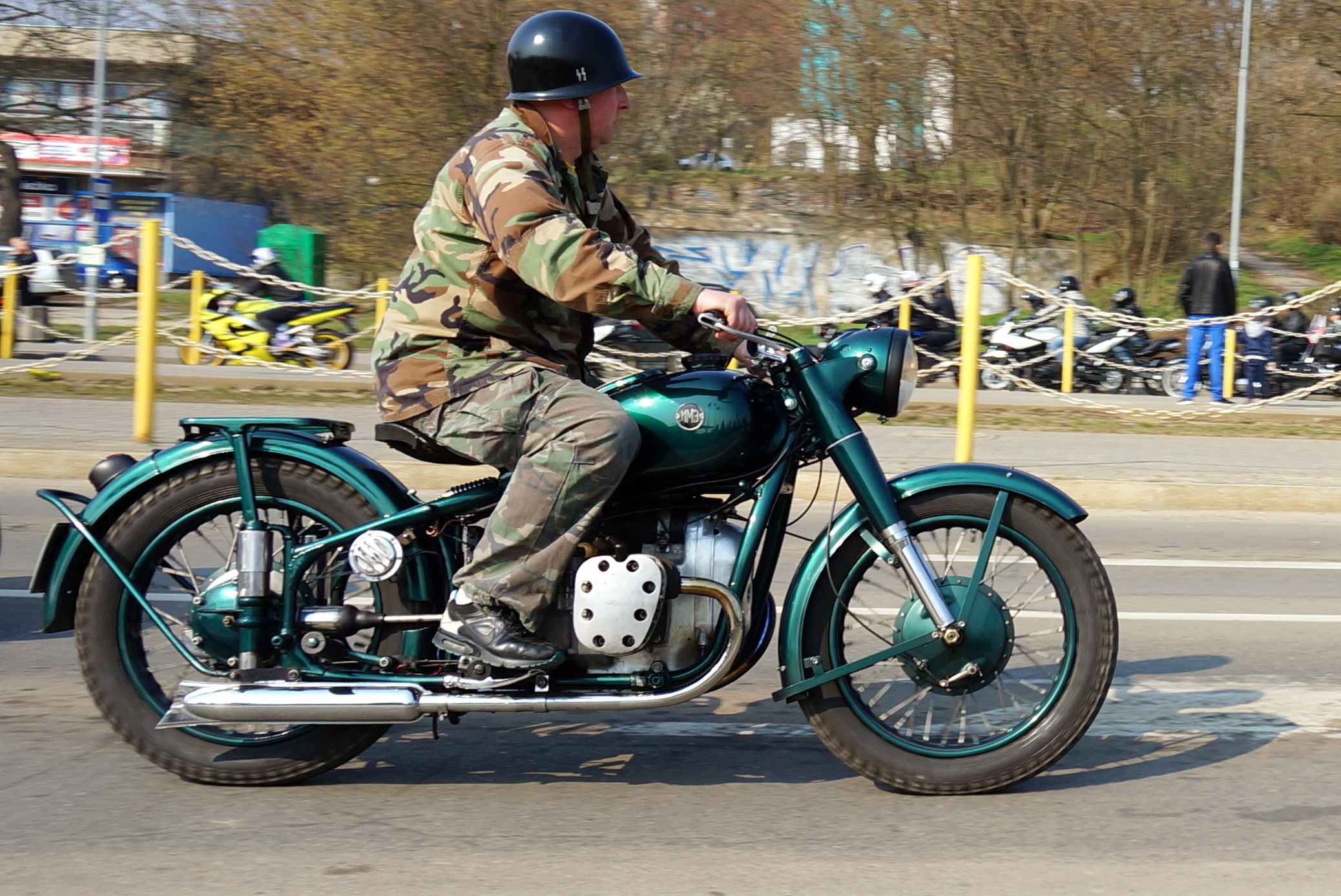
IMZ M-72
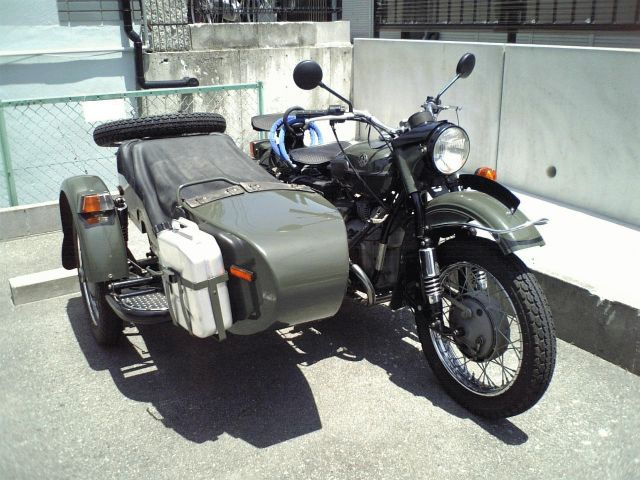
Ural 650 SPORTSMAN, 1999